# Directamente Encarna
Directamente Encarna fue un programa de radio español, emitido por la cadena COPE entre 1984 y 1996, presentado y dirigido por Encarna Sánchez.

## Historia
La directora y presentadora del programa había fichado por la emisora COPE en 1983, incorporando Encarna de noche, el programa que, desde 1978, realizaba en Radio Miramar. Un año más tarde, cambia su franja de emisión al horario vespertino y, bajo el título de Directamente Encarna, el programa comienza a emitirse el 1 de octubre de 1984.
Durante la última temporada, el programa, debido a la baja por enfermedad de Encarna Sánchez, fue presentado por Esperanza Marugán.
El espacio dejó de emitirse en abril de 1996, tras el fallecimiento de su directora y presentadora, siendo sustituido en su franja horaria por La tarde de Cope, otro programa de similar estructura presentado por Mari Cruz Soriano.

## Estructura
Con formato de magazine, a lo largo de tres horas, de cinco a ocho de la tarde, combinaba análisis político, crónica social, música, entrevistas y la tertulia denominada Mesa Camilla.

## Colaboradores
Entre los numerosos colaboradores que tuvieron presencia en el programa a lo largo de sus once años de emisión, pueden mencionarse a Tico Medina (en 1985), Jaime Peñafiel, Graciano Palomo, Carlos Fernández, Mila Ximénez (1985-1987) Mari Carmen Yepes, Paquita Rico, Carmen Jara, Corín Tellado, Pilar Urbano y la cantante Marujita Díaz (las dos últimas incorporadas en 1988)

## Audiencias
Durante sus primeros diez años de emisión, el programa fue líder indiscutible de audiencia en su franja horaria, con 565.000 oyentes de media en estimación del Estudio General de Medios, si bien en los últimos años ese liderazgo sería amenazado por La radio de Julia, de Julia Otero en Onda Cero y La ventana de Javier Sardá en la Cadena SER. En julio de 1994 Otero superó en audiencia a Directamente Encarna, que pocos meses después recuperaba el liderazgo.
Según el Estudio General de Medios el perfil medio de oyente era mujer mayor de 65 años y de clase media-baja.

## Polémicas
A lo largo de sus doce años de historia, y atribuido en ocasiones al fuerte carácter de la presentadora, fueron varias las polémicas que se produjeron en el programa:
- En 1985, el colaborador del programa Jorge Fiestas anunció ante los micrófonos que el cantante Miguel Bosé padecía una grave enfermedad "de moda" (en alusión indirecta al sida, que en aquella época era mortal y equivalía, además, a una condena social) declaración que era confirmada por Encarna Sánchez. Ambos fueron condenados a indemnizar al cantante, ante la falsedad de la noticia.[8][9]

- En 1991 Encarna Sánchez infirió difamaciones contra la periodista Ketty Kauffman, según declara la sentencia judicial que la condenó tres años más tarde.[10]

- En 1995, la presentadora abandonaba en directo el espacio, tras manifestar ante los oyentes su malestar por el recorte en la duración del programa para que se retransmitiese el Giro de Italia por el periodista José María García.[11]

## Premios
- Premio Ondas a Encarna Sánchez en 1993.